# Félix Varela
Félix Varela y Morales, né le 20 novembre 1788 à La Havane, Cuba, et mort le 25 février 1853 à Saint Augustine, Floride, États-Unis, est une figure notable de l'Église catholique romaine à Cuba et aux États-Unis. Il est considéré comme vénérable.

## Biographie
Né à la Havane, il se destine à la prêtrise et poursuit ses études au séminaire Saint Carlos et saint Ambroise, le seul séminaire de Cuba, et à l'Université de La Havane. À l'âge de 23 ans, il est ordonné prêtre dans la cathédrale de la Havane par Juan José Díaz de Espada. Peu après, il rejoint le corps enseignant du séminaire et y enseigne la philosophie, la physique et la chimie.
Dans un essai, il a défendu l'abolition de l'esclavage à Cuba. À la suite de diverses prises de positions politiques, il doit s'exiler aux États-Unis et ne reviendra jamais à Cuba.
En 1837, il est nommé vicaire général du diocèse de New-York, qui couvrait alors tout l'État de New York et la moitié nord du New Jersey. À cette place, il joue un rôle important dans la manière dont l'Église américaine gère l'afflux d'immigrés irlandais qui commencent alors tout juste à arriver. Son désir d'aider les gens dans le besoin, ajouté à sa facilité pour les langues, le pousse à apprendre l'irlandais pour communiquer plus facilement avec les arrivants. En 1841, il est nommé docteur en théologie au séminaire St. Mary à Baltimore dans le Maryland.
Il meurt à Saint Augustine (Floride) le 25 février 1853 et y est enterré. Le 22 août 1912, presque soixante ans après sa mort, son corps est rendu à son pays d'origine et il est enterré à La Havane.	

## Hommages
Félix Varela, serviteur de Dieu, n'a pas encore été béatifié. La conférence épiscopale cubaine a confirmé l’annonce, le dimanche de Pâques 2012, par le cardinal Timothy Dolan, archevêque de New York, de l’approbation par Benoît XVI du décret de la Congrégation des causes des saints reconnaissant ses vertus héroïques, marquant ainsi un pas important dans son processus de béatification (La Croix 12/04/2012). Il restera à franchir l’étape de la reconnaissance d’un miracle dû à son intercession.
S'il était canonisé, il deviendrait la première personne d'origine cubaine à être honorée comme saint par l'Église catholique romaine.[pertinence contestée]
Le gouvernement cubain a créé une récompense portant son nom, l'Orden Félix Varela. En 1997, le service postal des États-Unis a sorti un timbre commémoratif à son effigie. Une école de Miami, la Felix Varela High School, ouverte le 28 août 1999, porte son nom.
De 1998 à 2002, Oswaldo Payá Sardiñas (1952-2012) a créé le Projet Varela, constitué d'une pétition pour soutenir une réforme constitutionnelle donnant une plus grande liberté à Cuba.

## Source
- (en) Biographie de Félix Varela y Morales (1788-1853)